# Campania antireligioasă sovietică (1958–1964)

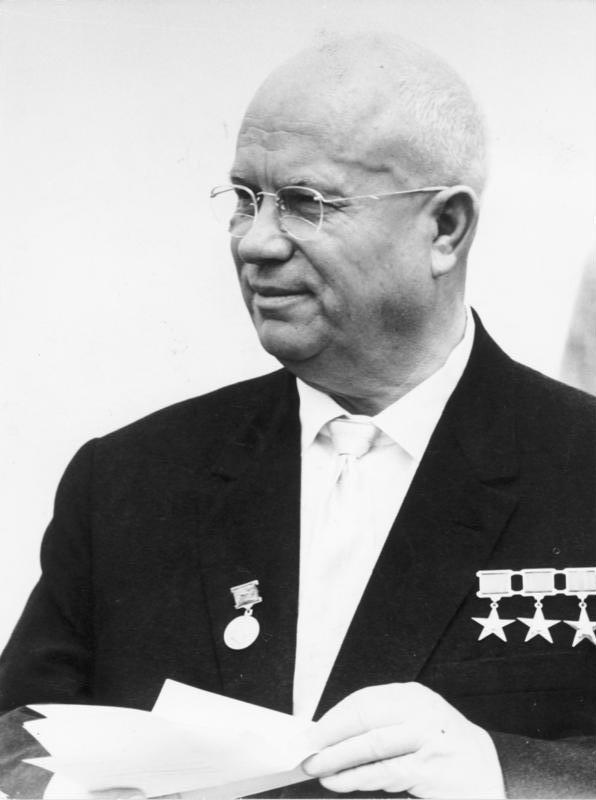
Inițiatorul campaniei - Nikita Hrușciov

Campania antireligioasă sovietică (1958–1964)  (campania antireligioasă a lui Hrușciov, persecutarea religiei de către Hrușciov, persecutarea bisericii de către Hrușciov) a fost denumirea sub care este cunoscută perioada de intensificare a luptei împotriva  religiei în URSS, care a atins apogeul în 1958-1964. Perioada poartă numele noului conducător al țării, prim-secretarul CC al PCUS, Nikita Sergheevici Hrușciov, căruia i se atribuie promisiunea publică ca, până la sfârșitul planului cincinal extins (septenal), adică până la sfârșitul anului 1965 (după alte surse până în 1975 sau 1980), „să arate la televizor ultimul popă”.
În 1964, chiar înainte de îndepărtarea lui Nikita Hrușciov din toate posturile de partid și de stat (la Plenara Comitetului Central al PCUS din 14 octombrie 1964), campania antireligioasă a început să scadă în intensitate, deși politica generală antireligioasă a fost continuată, doar formele și metodele sale s-au schimbat.
Mulți cercetători sau personalități religioase sunt de acord că perioada campaniei lui Hrușciov a fost cea mai dificilă perioadă după Marele Război Patriotic pentru organizațiile religioase ale URSS.

## Motivele noii campanii antireligioase
Istoricul american Walter Zawatsky a sugerat că unul dintre motivele pentru începerea campaniei a fost lupta lui Hrușciov pentru putere. Pe fondul destalinizării și al conducerii colective a țării proclamate după moartea lui Stalin, Hrușciov și-a îndepărtat treptat rivalii de la putere, a trecut la conducerea unipersonală și a început să-și impună propriul cult al personalității. În același timp, după cum scria Zavatsky, "dacă Stalin a păstrat reținerea și tăcerea, atunci natura irepresibilă a lui Hrușciov l-a forțat să "țâșnească" în toți anii de guvernare unică a țării, până în momentul îndepărtării sale din funcția de șef al statului sovietic. După cum scria Zawatsky, „dacă Stalin a fost reținut și tăcut, atunci Hrușciov a fost forțat de natura sa irepresibilă să «izbuncnească»” în toți anii în care a condus singur țara, până în momentul în care a fost destituit din funcția de șef al statului sovietic.
Al doilea motiv, despre care scriu mai mulți cercetători, a fost de natură ideologică - la sfârșitul anilor 1950 Hrușciov a început să pună la cale planuri pentru o tranziție planificată de la socialism la comunism, în cadrul căreia religia nu avea loc în noua societate comunistă: „A fost un comunist convins, iar devotamentul său față de ideologia comunistă explică nu numai excesele din politica educațională și agricolă, pentru care Hrușciov a suferit foarte mult, ci și atacul total nejustificat din punct de vedere politic la adresa religiei... religia a fost transformată într-un balast inutil și într-un țap ispășitor extrem de convenabil”, scria Zawatsky.

## Caracteristici
Istoricii identifică mai multe trăsături caracteristice acestei campanii.

### Reeducarea ca scop al societății sovietice
Cercetătorul Lev Mitrohin a împărțit persecuția religiei în URSS în două etape: „ateismul militant” (1920-1930) și „ateismul științific” (1950-1980). În anii de :ateism militant”, persecuția a avut ca scop exterminarea fizică a celor mai activi credincioși, care au fost văzuți ca purtători ai unei ideologii ostile statului sovietic. Cu toate acestea, în timpul anilor de război, credincioșii au luat arme în mâini și și-au dovedit loialitatea față de Patria Mamă Sovietică. Prin urmare, mai târziu, în anii de „ateism științific”, credincioșii au început să fie considerați o parte a societății sovietice, chiar dacă una „rătăcită”. În anii de "ateism științific", persecuția s-a concentrat pe „reeducarea” credincioșilor, precum și expunerea lor într-o lumină nefavorabilă în ochii restului societății.
Esența noului curs politic a fost definită în  programul PCUS adoptat în 1961. Aici, religia a fost descrisă ca fiind o „rămășiță a capitalismului în mintea și comportamentul oamenilor”, iar lupta împotriva acestor vestigii este numită ca fiind „o parte integrantă a activității PCUS privind educația comunistă".
Potrivit istoricului Elena Panich, cuvântul cheie în noul Program al PCUS a fost "educație". Însemna că acum partidul nu intenționa să folosească în continuare dictatura proletariatului, ci să educe membri demni ai unei societăți socialiste (și, în viitor, comuniste). „Codul moral al constructorului comunismului” din același Program al PCUS prevedea că membrii unei societăți socialiste trebuie să combine „bogăția spirituală, puritatea morală și perfecțiunea fizică”.

### Campania atotcuprinzătoare
Cea de-a doua caracteristică a campaniei a fost amploarea fără precedent a acesteia. Lupta împotriva religiei a fost dusă nu numai de către sistemul de aplicare a legii, ci și de către partidul și autoritățile sovietice, conducerea și colectivele de întreprinderi, sindicate,Komsomol și organizații publice. „Această persecuție totală a fost menită să creeze pentru credincioși o atmosferă de respingere, de izolare culturală, în care aceștia să se simtă cetățeni de mâna a doua, paria ai societății, nedemni să se alăture restului națiunii pentru a intra într-un viitor mai luminos. O poetă sovietică scria în acei ani: „Poți să te rogi liber, dar în așa fel încât numai Dumnezeu să audă”, a spus istoricul Vladimir Stepanov. 
.

### Lupta împotriva sectelor
A treia caracteristică distinctivă a campaniei a fost punctul central al acesteia. Potrivit istoricului Tatiana Nikolskaia, această campanie s-a desfășurat împotriva tuturor religiilor și confesiunilor din URSS, dar în același timp a avut un pronunțat caracter anti sectar. Deci, dacă în anii 1930 termenii „oameni ai bisericii” și „sectanți” sunau la fel de negativ, cuvântul „sectanți” suna acum deosebit de injurios. „Sectanților” le-a fost dedicat un număr semnificativ de publicații antireligioase din mass-media, opere literare și filme. Președintele Consiliului cultelor din cadrul Consiliului de Miniștri al URSS Aleksei Puzin, într-un raport secret din 1964, a menționat că în principal „sectanții” au fost aduși ilegal în fața justiției.

Comisarul din Leningrad al Sovietului pentru Afaceri Religioase, N. M. Vasiliev, a afirmat în 1965 că s-a dezvoltat un stereotip conform căruia: „În rândurile oamenilor de rând și, adesea, printre lucrătorii de frunte ai partidului și ai aparatului sovietic, sub influența presei sau a altor factori, se acceptă că credincioșii Bisericii Ortodoxe Ruse sunt un lucru, iar alte confesiuni sunt de asemenea tolerabile, dar sectanții sunt un fel de ciudățenie de neînțeles și, în ciuda unei atitudini conștiincioase față de muncă și disciplină, sectanții, în comparație cu ceilalți credincioși, sunt puși în categoria persoanelor care nu merită încrederea politică deplină”.
În același timp, istoricul ortodox Mihail Șkarovski a remarcat că principalele „atacuri” au fost îndreptate împotriva Bisericii Ortodoxe. Astfel, în 1958-1964, numărul parohiilor sale a scăzut cu 5.863, iar cel al asociațiile religioase ale altor confesiuni, doar cu 865. Numărul total al acestora din urmă a ajuns în 1965 la 60% din numărul bisericilor ortodoxe, ceea ce în mod clar nu corespundea distribuției populației țării funcție de religie.

## Etapa preliminară (1954–1957)
La 7 iulie 1954 a fost emisă o rezoluție a Comitetului Central al PCUS „Cu privire la deficiențele majore ale propagandei științifice și ateiste și măsurile de îmbunătățire a acesteia”. S-a remarcat renașterea activităților „bisericii și diferitelor secte religioase” și creșterea numărului de cetățeni care practică rituri religioase. În acest sens, organizațiile de partidși Komsomol, Ministerul Educației al URSS și sindicatele au fost instruite să desfășoare activități antireligioase „în mod sistematic, cu toată perseverența, prin intermediul persuasiunii, al explicațiilor răbdătoare și al abordării individuale a credincioșilor”.
Cu toate acestea, la acea vreme, conducerea țării era încă colectivă, iar patru luni mai târziu (10 noiembrie 1954) a fost adoptată o nouă rezoluție „Cu privire la erorile în desfășurarea propagandei științifice și ateiste în rândul populației”, care, în cartea „Istoria filosofiei” (Editura Academiei de Științe a URSS) , publicată în timpul campaniei antireligioase a lui Hrușciov (1957-1965), a fost numită un punct de cotitură în critica fundamentelor viziunii religioase asupra lumii în URSS. Această rezoluție a condamnat utilizarea de calomnii, insulte și interferențe administrative în activitățile organizațiilor religioase, „în locul desfășurării unei munci sistematice și minuțioase pentru promovarea cunoașterii științelor naturii și a luptei ideologice împotriva religiei”.
Ca urmare, persecuția pe scară largă nu a început niciodată. Potrivit istoricului Dmitri Pospelovski, „perioada 1955-1957 poate fi considerată cea mai «liberală» pentru credincioși după anul 1947”.
Întreaga campanie antireligioasă a început după al XX-lea Congres al Partidului Comunist al Uniunii Sovietice, când puterea lui Hrușciov a fost consolidată. Începutul campaniei poate fi considerat lansarea rezoluției secrete a Comitetului Central al PCUS „Cu privire la nota departamentului de propagandă și agitație al Comitetului Central al PCUS pentru republicile unionale «Cu privire la deficiențele propagandei științifice și ateiste»” din 4 octombrie 1958. Acesta a obligat partidul, Comsomolul și organizațiile publice să lanseze o ofensivă de propagandă împotriva „vestigiilor religioase”.

## Metode
Metodele campaniei antireligioase a lui Hrușciov au fost variate:
- Exercitarea de presiuni asupra liderilor religioși;
- Campanie de propagandă;
- Lichidarea organizațiilor religioase și demolarea clădirilor religioase;
- Creșterea poverii fiscale impuse organizațiilor religioase;
- Urmărirea penală a credincioșilor;
- Persecuția pentru „parazitism”;
- Îndepărtarea copiilor din familiile credincioșilor.

### Presiunea asupra liderilor religioși
Organele centrale ale organizațiilor religioase din URSS au fost aproape de lichidare ca urmare a represiunilor staliniste din deceniul al patrulea. Cu toate acestea, în cursul  Marelui Război Patriotic, politica lui Iosif Vissarionovici Stalin în legătură cu religia s-a înmuiat. În 1943, la inițiativa lui Stalin, a avut loc „Soborul arhieresc al Bisericii Ortodoxe Ruse”, care l-a ales pe mitropolitul Serghie (Stragorodski) la tronul Patriarhal, iar în 1944 a fost creat „Consiliul Unional al Creștinilor Evanghelici-Baptiști”, un organism care a condus creștinii evanghelici și baptiștii uniți (la care s-au adăugat mai târziu unii penticostali). Activitățile Consiliul Adventist de Ziua a Șaptea al întregii Uniuni a fost, de asemenea, reactivat (dar care a fost totuși desființat în 1960).
Liderii cultelor recunoscute oficial s-au aflat într-o situație dificilă: ca lideri ai comunităților lor au fost forțați să facă echilibristică tot timpul între interesele credincioșilor pe de-o parte și linia politică a unui stat ateist pe de altă parte. Pe de o parte, prezența unei conduceri centralizate a permis confesiunilor să existe legal, ceea ce în sine a însemnat foarte mult într-un mediu agresiv. Pe de altă parte, în încercarea de a rămâne legali, au fost forțați să caute un compromis, uneori mergând prea departe. Liderii cultelor interzise, în principal cei ai Bisericii Greco-Catolice Ucrainiene, care au supraviețuit valului de represiune de la sfârșitul anilor 1940, se aflau în detenție. Cel mai important dintre aceștia a fost Iosif Slipyj, mitropolitul de Liov. 
După începerea campaniei, pe tot parcursul anului 1959, patriarhul Alexei I a încercat să obțină o audiență la Hrușciov, dar fără nici un rezultat. El a trebuit să se întâlnească cu președintele Consiliului pentru Afaceri al Bisericii Ortodoxe Rus, Gheorghi Karpov și cu succesorul său, Vladimir Kuroedov.
În 1960 Kuroedov a efectuat o operațiune de îndepărtare din toate funcțiile a celei de-a doua persoane din ierarhia Patriarhiei Moscovei, mitropolitul Nikolai (Iarușevici), care a refuzat să coopereze cu autoritățile în activitățile lor de „restricționare a activității religioase”.
În 1961, la presiunea lui Kuroedov, patriarhul a limitat rolul preoților din parohii la îndatoriri pur liturgice și pastorale, transferând toate funcțiile economice și financiare către organele executive ale comunității religioase (parohia), adică, consiliul parohial și epitropului, care au fost de fapt numiți de autoritățile statului. Pentru a obține „aprobarea unanimă” a acestor inovații anticanonice din partea liderilor bisericii, patriarhul l-a ajutat pe Kuroedov să convoace pe 18 iulie 1961 pe episcopi la Lavra Sfintei Treimi a Sfântului Serghie din Serghiev Posad sub pretextul participării la slujbele divine. Aici a fost ținut în mare secret un Sinod Episcopal. O încercare de abolire a acestor prevederi în 1965, după înlăturarea de la putere a lui Hrușciov, inițiativă a mai multor arhierei conduși de arhiepiscopul Ermogen (Golubev), a fost zădărnicită de autorități.
În total, în acei ani, aproximativ două sute de duhovnici ortodocși au renunțat la activitățile bisericești. De regulă, autoritățile au cerut obțină renunțarea la preoție prin șantaj. Preoții au fost calomniați sau, acuzați de crime închipuite. În disperare de cauză, unii au fost de acord să abdice. Au fost și cei care, pierzându-și credința, au încercat să obțină bani pentru renunțarea la activitățile duhovnicești. Potrivit mărturiei lui N. P. Goretogo, presbiter al comunității penticostale din orașul Nahodka, „renunțătorul” lor local, Fiodor Miacin, era în conflict cu congregația sa din cauza infidelității maritale. În timp ce lucra ca șofer, a provocat un accident de circulație
. 
Un ofițer KGB local i-a promis că îl va exonera de răspundere penală în schimbul „demascării fanaticilor penticostali”. Miacin a fost de acord și a devenit autorul cărții „Despărțirea mea de sectanții-tremurici”.
Presiunea a fost exercitată și asupra altor confesiuni creștine. În decembrie 1959, de exemplu, la Plenara Bisericii Creștine Baptiste Unionale, „într-un climat de presiune externă”, a adoptat „Regulamentul privind Uniunea Baptiștilor Creștini Evanghelici din URSS” și „Scrisoarea de instrucțiuni către prezbiterii seniori ai Consiliului Bisericii Creștine Baptiste”. Aceste documente au recomandat limitarea admiterii la botez a tinerilor cu vârsta de până la 30 de ani, neaducerea copiilor la slujbe divine, „eliminarea” discursurilor predicatorilor invitați, a întâlnirilor la domiciliu, a călătoriilor în alte congregații, ajutorarea celor nevoiași și chiar recitarea poeziilor. Prezbiterilor li se cerea să își „limiteze manifestările misionare nesănătoase” (adică să nu predice de fapt necredincioșilor) și să „respecte cu strictețe legislația privind cultele” (adică să desfășoare o activitate legală și nu spirituală). Aceste cereri au fost în contradicție cu crezul și credințele baptiștilor creștini evanghelici. Nemulțumirea comunităților față de aceste documente, dublată de nemulțumirea generală față de metodele campaniei antireligioase a lui Hrușciov, a avut consecințe neașteptate și extrem de nedorite atât pentru stat, cât și pentru liderii Bisericii Creștine Baptiste Unionale. A apărut astfel o opoziție ilegală, sub forma creării unei opoziții ilegale  Consiliul Bisericilor al BCE
Aceste cereri erau în contradicție cu doctrina și credințele baptiștilor creștini evanghelici. Nemulțumirea în cadrul congregațiilor față de aceste documente, împreună cu nemulțumirea generală față de metodele campaniei antireligioase a lui Hrușciov, a dus la consecințe neașteptate și extrem de nedorite atât pentru stat cât și pentru liderii Uniunii Tuturor Baptiștilor, sub forma înființării unei opoziții ilegale - Uniunea Bisericilor Creștine Evanghelice Baptiste.

### Propaganda

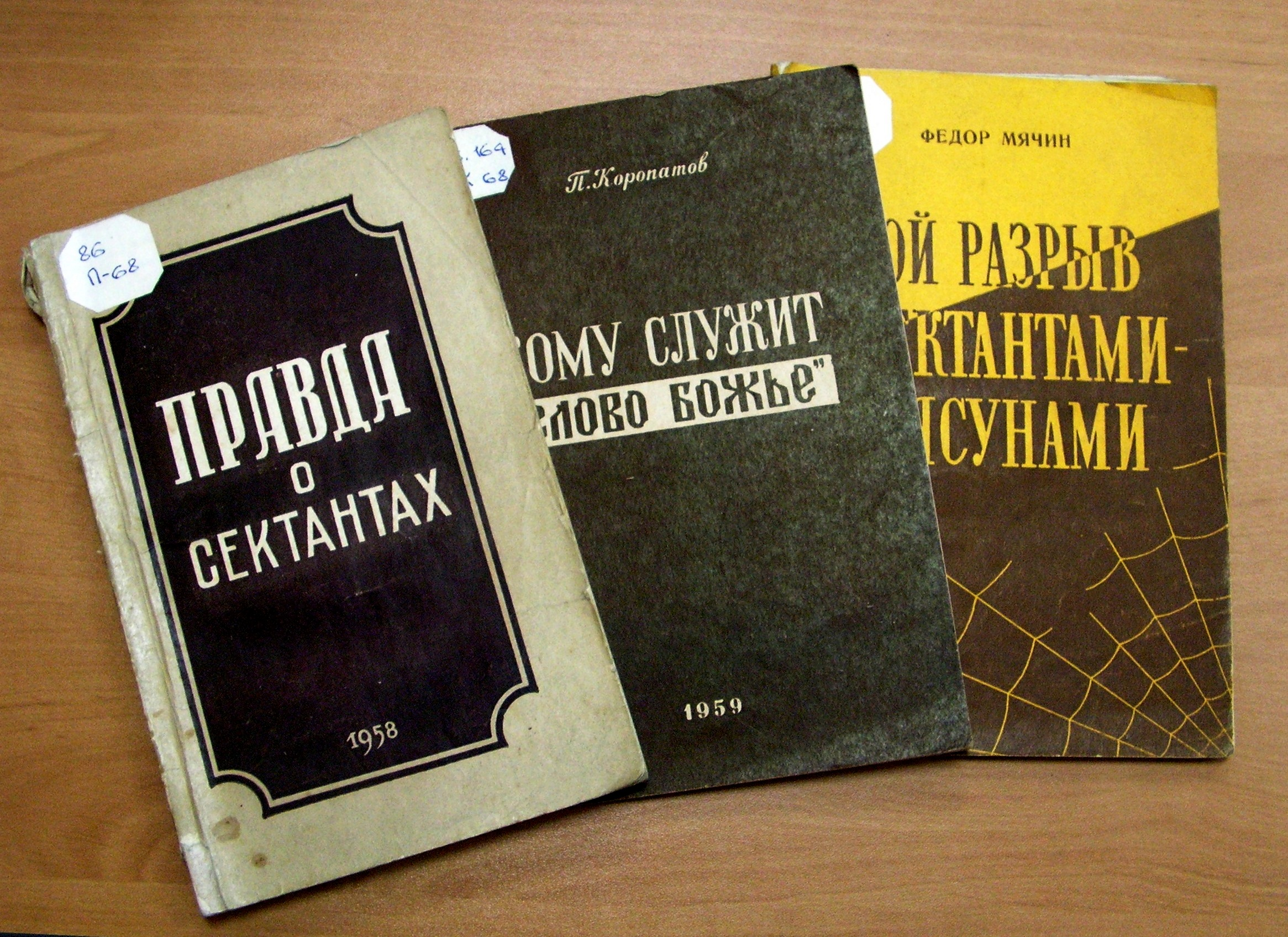
„Adevărul despre sectanți”, „Cui slujește «Cuvântul lui Dumnezeu»”, „Despărțirea mea de sectanți-tremurici” – cărți „antisectante” publicate în 1958-1959 ca parte a campaniei antireligioase a lui Hrușciov

Înainte de Marele Război Patriotic, principalul organ al propagandei antireligioase a fost „Uniunea ateilor militanți”, dar în timpul războiului și-a suspendat activitățile, iar mai târziu funcțiile sale au fost transferate către Societatea „Cunoaștere”. Societatea a avut o activitate mai degrabă restrânsă. Societatea era responsabilă de organizarea de conferințe antireligioase, de formarea lectorilor și de pregătirea literaturii metodologice. Sub auspiciile societății a fost publicată o revistă populară de propagandă științifică, „Știința și religia”.
Rolul principal în propagandă nu l-a avut prelegerile, ci filmele, literatura și un val de articole antireligioase în mass-media. Publicațiile mediatice ale vremii erau caracterizate de un nivel ridicat de subiectivitate, menite nu atât să demonstreze adevărurile ateiste, ci să incite restul populației la ostilitatea față de credincioși. Pentru caracterizarea credincioșilor au fost folosite epitete degradante precum „fanatici”, „obscurantiști”, „sălbatici”, „animale” etc. Potrivit memoriilor unui preot ortodox Alexandr Vladimirovici Men, „nu a existat nici un ziar, fie că a fost vorba de «Sportul sovietic» sau de vreun ziar local «Înainte», unde să nu fost în fiecare zi loviți, loviți ...”. Potrivit istoricului Serghei Firsov, „doar în 1961-1962, editurile țării au publicat 667 de cărți și broșuri ateiste, cu un tiraj total de 11 milioane de exemplare".
Un rol important în partea de propagandă a campaniei a fost jucat de discursurile antireligioase ale foștilor clerici și credincioși, care se deziseseră de Dumnezeu. Cea mai mare rezonanță a avut-o trecerea în rândurile ateilor în decembrie 1959 a profesorului Academiei Teologice din Leningrad a Bisericii Ortodoxe Ruse, protoiereul Alexandr Osipov.
Protestanții au avut multe astfel de cazuri. Ziarele din acea vreme tipăreau și retipăreau deseori astfel de povești (articolele din ziarele republicane erau retipărite de ziarele regionale, iar cele din ziarele regionale de ziarele raionale), iar multe dintre aceste articole au fost publicate ulterior în colecții tipărite separat. Unii dintre care au renunțat la Dumnezeu au participat activ la campania împotriva foștilor lor coreligionari: au apărut ca martori ai acuzării în instanțe împotriva credincioșilor și au compus literatură anti-religioasă. De exemplu, Osipov a continuat să scrie cărți antibisericești până la moartea sa și chiar a fost coautor al cărții „Manualul ateului”, publicate în repetate rânduri în URSS.

#### Filme și ficțiune din perioada campaniei
Scriitori sovietici, cineaști sau jurnaliști au primit comenzi sociale pentru producerea de opere antireligioase. În această perioadă au apărut romanele „Miraculos” și „Extraordinar” (V. F. Tendriakov), „Păcătoasa” (N. S. Evdokimov), „Nori peste Borsk" (S. L. Lungin, și I. I. Nusinov), „Salvați sufletele noastre” (S. L. Lvov) și altele.
Filmele au fost făcute pe multe dintre ele. De exemplu, lansarea filmului „Nori peste Borsk” a devenit un eveniment notabil al acelor vremuri - în ciuda absurdităților evidente ale intrigii și a ignoranței autorilor cu privire la obiectul operei lor (de exemplu, în cursul imaginii, penticostalii sunt complet inexplicabili din punctul de vedere al doctrinei lor și doar al bunului simț încercând să răstignească personajul principal Olga).
Multe dintre ele au fost transformate în filme. Lansarea filmului „Nori peste Borsk” a fost un eveniment notabil la acea vreme. În ciuda absurdității evidente a intrigii și a necunoașterii de către autori a obiectului lucrării lor (de exemplu, în cursul filmului, penticostalii, în mod inexplicabil din punct de vedere al doctrinei lor și pur și simplu împotriva bunului simț, încearcă să o răstignească pe personajul principal, Olga).
În perioada campaniei au fost realizate următoarele filme:
- 1959 — Ivanna
- 1960 — Miraculos
- 1960 — Nori peste Borsk
- 1960 — Te iubesc, viață
- 1961 — Anatema
- 1961 — Înșelați
- 1962 — Armaghedon
- 1962 — Confesiune
- 1962 — Sfârșitul lumii
- 1962 — Păcătosul
- 1962 — Înger păcătos
- 1962— O floare pe o stâncă
- 1962 — Poveste a cerurilor (desen animat)
- 1963 — Totul este lăsat în seama oamenilor

Liudmila Mazur și Oleg Gorbaciov au remarcat că aceste filme: „cu toată varietatea de subiecte, totul se reducea la o singură idee: religia este o iluzie nedemnă de un om sovietic, care nu poate fi depășită decât printr-o luptă <…> Rolul principal în această luptă nu a fost acordat „ateilor militanți”, ca înainte, ci persoanelor apropiate – celor dragi, prietenilor, adică mediul în care trăia credinciosul. De asemenea, metodele de luptă s-au schimbat, nu se mai urmărea ridiculizarea și expunerea credincioșilor ca dușmani, ci reeducarea lor. Cinematograful din acea vreme a încercat să descopere motivele creșterii religiozității și să arate calea spre eradicarea ei..
Expertul în cinematografie Alexandr Fedorov a declarat: „Filmele antireligioase sovietice din epoca anilor 1950-1980, perfecționate la maximum pentru a reflecta direct deciziile politice «superioare», au îndeplinit au îndeplinit funcțiile care le-au fost atribuite «de sus»: au acuzat Biserica și credincioșii de diverse păcate și au încercat să inspire atitudini ateiste unui public larg”. Descriind nivelul creativ al creatorilor acestor filme, Fedorov a remarcat: „Este imposibil să nu recunoaștem că maeștrii remarcabili ai ecranului au căutat, în general, să se distanțeze de temele antireligioase. Comanda ateistă de stat a fost îndeplinită mai ales de cineaști de mâna a doua și a treia”.
Scene prin care erau ridiculizați și defăimați clericii au fost inserate în filme care nu aveau subiecte antireligioase. Așa au fost filme precum  „Atenție la mașină”, „Regina benzinăriei” etc.
În cadrul operațiunii Seat 12 au fost difuzate scenarii de discreditare a papei Pius al XII-lea, prin insinuarea că acesta ar fi colaborat cu naziștii.

### Lichidarea organizațiilor religioase
Una dintre direcțiile principale ale campaniei a fost eliminarea organizațiilor religioase locale. Consiliul pentru Afacerile Bisericii Ortodoxe Ruse și Consiliul pentru Afaceri Religioase (în 1965 au fuzionat într-un singur Consiliul pentru Afaceri Religioase din cadrul Consiliului de Miniștri al URSS) a luat măsuri pentru eliminarea de radiere (și refuzul înregistrării) comunităților religioase, închiderea mănăstirilor, templelor, caselor de rugăciune, moscheilor și sinagogilor.
Dacă în 1958 numărul bisericilor din Biserica Rusă era de 13.414, în 1960 scăzuse deja la 13.008. În următorii ani guvernării lui Hrușciov, numărul bisericilor și caselor de rugăciune a scăzut cu 1.000 – 1.500 anual. În 1965, Biserica Ortodoxă Rusă a rămas cu 7.551 de biserici. Din cele opt seminarii teologice ale Bisericii Ortodoxe Ruse, care au funcționat în 1947, doar trei au mai rămas după campania lui Hrușciov (două dintre ele erau atașate la academii). Au fost închise catedralele din Riga, Chișinău, Poltava, Vinnița, Novgorod, Orel. Numărul bisericilor din mediul urban și mai ales din mediul rural a scăzut brusc. În centrele regionale numărul parohiilor a fost redus la una sau două. Bisericile funcționale în centrele raionale au devenit o raritate. Cele mai multe pagube au suferit Ucraina, Belarus și Moldova, adică în regiunile de vest ale Uniunii Sovietice. Autoritățile au adus adesea ca argument la faptul că slujbele în bisericile locale au început în timpul ocupației naziste, adică ilegal. În 1963, numărul total de parohii ortodoxe din URSS, comparativ cu 1953 scăzuse cu mai mult de jumătate. În 1959, Biserica Ortodoxă Rusă avea 63 de mănăstiri și schituri (dintre care 40 în Ucraina, 14 în Moldova, trei în Belarus, patru în republicile baltice și două în RSFS Rusă)). 
Într-o serie de regiuni, protestanții nu mai aveau congregații care să funcționeze legal (de exemplu, în Ținutul Primorie). Drept urmare, comunitățile au fost forțate să țină servicii în mod ilegal. În această perioadă s-a răspândit practica de a ține slujbe religioase în păduri. Au fost folosite și alte locuri, cum a fost cazul congregației creștin-baptiste evanghelice din Vladivostok, care timp de mai mulți ani a ținut servicii divine în aer liber, pe ruinele unei case de rugăciune pe care autoritățile orașului au demolat-o și a cărei reconstruire a fost interzisă.

### Distrugerea lăcașurilor religioase

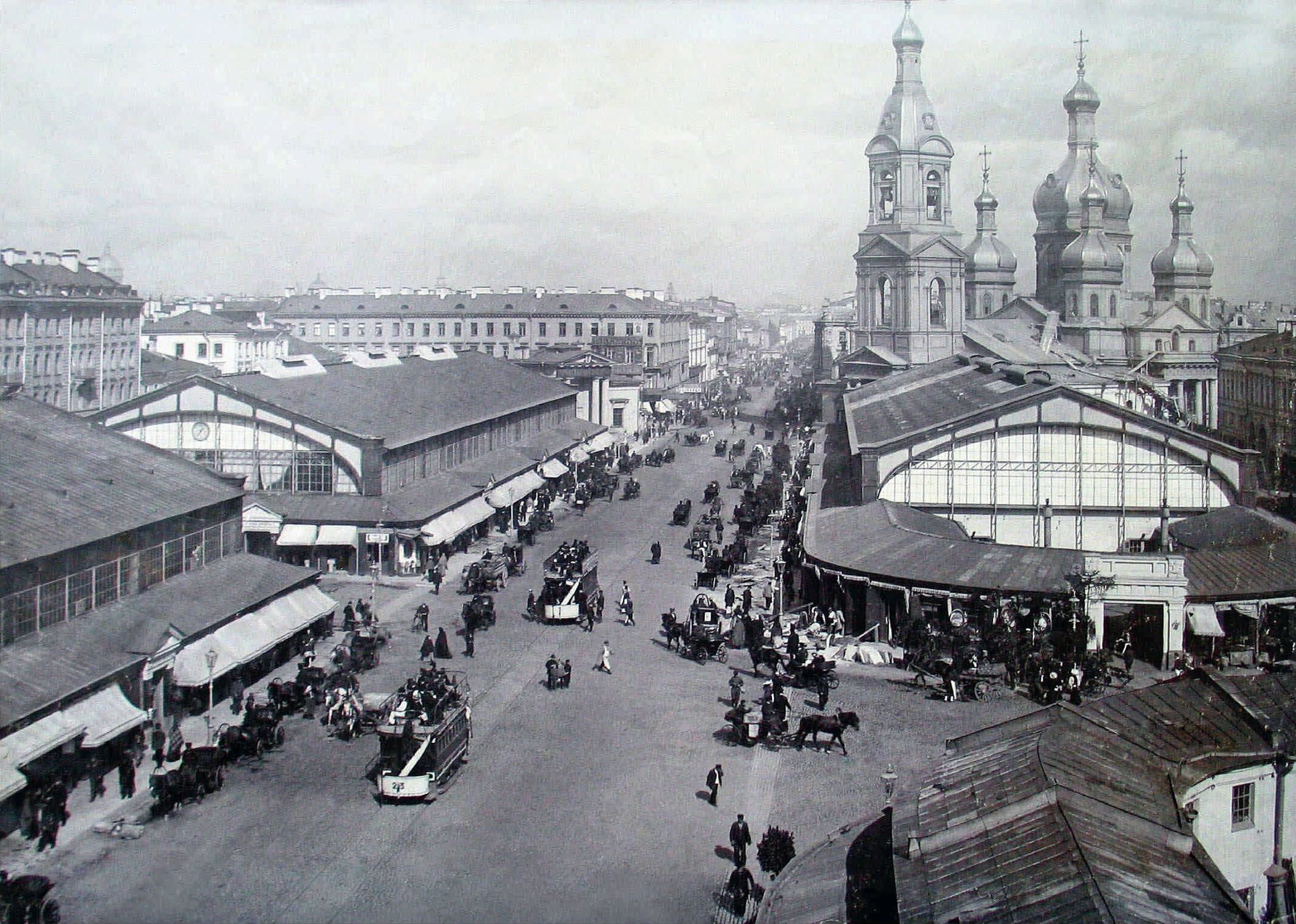
Biserica Adormirii Maicii Domnului din Piața Sennaia (Sankt Petersburg). Fotografie din 1900. A fost aruncată în aer în 1961

În timpul campaniei antireligioase au fost demolate multe biserici, printre care multe monumente arhitecturale valoroase - Biserica Schimbarea la Față a Domnului din Moscova, Catedrala Sfintei Treimi din Strelna, Biserica Adormirii Maicii Domnului și Biserica Sfântului Mare Mucenic Dimitrie al Tesalonicului din Sankt Petersburg, Catedrala Învierii din Krasnoiarsk (cea mai veche clădire din oraș), Catedrala Sfântul Nicolae din Poloțk, Catedrala Sfânta Sofia din Grodno și altele  . În unele cazuri, lăcașurile de cult au căzut victimele planurilor de sistematizare a orașelor. Clădiri și drumuri noi au fost proiectate în mod deliberat în locul clădirilor religioase.
Profesorul A. S. Trofimov a descris vizita ministrului culturii Ekaterina Furțeva la lucările unei comisii de istorici de artă și restauratori care au încercat să salveze unele biserici:
„ 
Ekaterina Alexeevna a făcut o grimasă de totală nemulțumire și... a spus că, în opinia ei, avem prea multe monumente în țară și că este imposibil să ne ocupăm de toate și că nici nu este nevoie. Statul are probleme mai importante decât conservarea monumentelor. Aici a repetat o frază foarte populară la acea vreme: „Ne apropiem de comunism, iar oamenii nu au unde să locuiască!” Spre groaza... tuturor celor prezenți, a început să vorbească despre intenția de a demola tot ce stătea în calea construirii orașelor comuniste. Cineva din comisie... a întrebat-o pe Furțeva cum ar trebui să fie, în opinia ei, orașele comuniste. Ea a răspuns că arhitecții ar trebui să știe mai bine, dar cu siguranță fără biserici.”— A. S. Trofimov ,  

### Presiunile financiare
Lupta împotriva religiei s-a desfășurat în mare parte pe seama fondurilor confiscate de la organizațiile religioase însele, plasate sub un control financiar strict. Parohiile au fost nevoite să transfere o parte semnificativă din donațiile credincioșilor către „Fundația Sovietică pentru Pace”, care s-a transformat de fapt în pușculița neoficială a Comunist al Uniunii Sovietice.

### Urmărirea penală
În octombrie 1960 a fost adoptat un nou Cod penal al RSFSR. Printre inovații se numără modificarea articolului 142 („Încălcarea legilor privind separarea bisericii de stat”), care prevedea o mărire a pedepsei la trei ani de închisoare. Articolul 227, care pedepsește înființarea unui grup (inclusiv a unui grup religios), care „provoacă prejudicii sănătății” și încalcă pe personalitatea și drepturile cetățenilor, a majorat pedeapsa la cinci ani de închisoare. Având în vedere intensitatea campaniei antireligioase, aceste articole au fost adesea interpretate prea larg. 
Între 1961 și 1964, 806 credincioși au fost condamnați în temeiul acestor articole, dintre care unii au fost ulterior găsiți nevinovați, în parte sau în totalitate. De exemplu, doi activiști ai comunității penticostale a orașului Mîski regiunea Kemerovo, condamnați la cinci ani în 1963, au fost eliberați în 1965. Cinci adventiști de ziua a șaptea din regiunea Irkutsk condamnați la diferite pedepse în 1963, au fost eliberați înainte de termen sau reabilitați complet.
În ianuarie 1964, un creștin evanghelic baptist, Nikolai Hmara, a murit în închisoarea Barnaul, după ce fusese condamnat împreună cu alți doi membri ai congregației sale. Rudele au primit un sicriu închis cu trupul său, afectat de tortură.

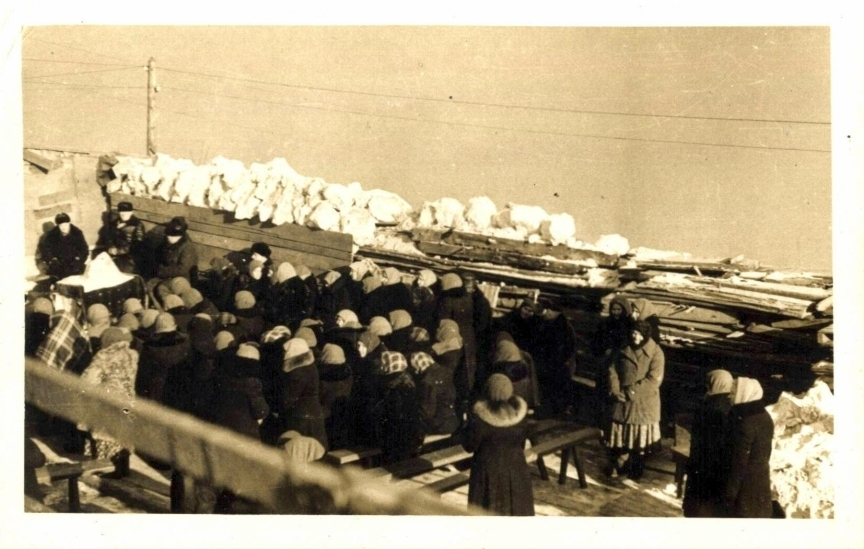
Slujba religioasă a creștinilor evanghelici baptiști din Vladivostok pe ruinele unei case de rugăciune demolată de autoritățile orașului în 1959

Adesea, împotriva credincioșilor erau folosite articole penale obișnuite. De exemplu, în Vladivostok, trei baptiști creștini evanghelici - Șestovski, Moskvici și Tkașenko - au fost condamnați în 1963 la câte un an de închisoare cu executare pentru huliganism. În timp ce congregația lor ținea o slujbă religioasă în ruinele unei case de cult care fusese demolată de administrația orașului, o echipă de televiziune locală se instalase pe acoperișul unei magazii din apropiere pentru a filma un alt film „antisectar”. Trei credincioși au oprit camera de filmare și au luat caseta de la cameraman pentru a o prezenta poliției ca probă fizică. Acest act a fost considerat „huliganism”
.
În aprilie 1961 a avut loc la Drezna, Regiunea Moscova, un proces al unui grup de penticostali din Moscova. Procesul unui grup de penticostali moscoviți, care fusese pregătit timp de un an și a fost relatat pe larg în mass-media sovietică. Principalul acuzat a fost un tânăr predicator Ivan Fedotov care, potrivit enoriașei Krasina, ar fi incitat-o să o sacrifice pe fiica ei de 12 ani, Tania. Fedotov a primit o pedeapsă de 10 ani de închisoare (a fost reabilitat în 1996), ceilalți inculpați - Vasili Riahovski, Ivan Korciaghin, Mihail Afonin, Fedosia Klinina și Maria Smirnova - au primit între doi și cinci ani de închisoare. S-a presupus că scenariul filmului „Nori peste Borsk”.
Articolul referitor la neplata impozitelor (veniturile acestora erau, de regulă, supraevaluate în mod repetat de către autoritățile financiare) a oferit un domeniu larg pentru urmărirea penală a clericilor. Chiar și episcopii Patriarhiei Moscovei Iov (Kresovici) și Andrei (Suhenko) au fost reprimați pentru „abuzuri financiare” în 1960-1961. În toată țara au avut loc procese împotriva clericilor ortodocși. Presa a exagerat cu abilitate aceste cazuri, știind că nu va exista nicio pedeapsă pentru calomnie.

### „Parazitismul”
La 4 mai 1961, a fost adoptat decretul „Cu privire la intensificarea luptei împotriva persoanelor (leneși, vagabonzi, paraziți) care se sustrag muncii utile din punct de vedere social și duc un mod de viață antisocial, parazitar”.
Acest decret a fost utilizat pe scară largă în timpul campaniei antireligioase pentru lupta împotriva clericilor de diferite confesiuni care, potrivit autorilor decretului, duceau un „stil de viață parazitar antisocial” și obțineau „venituri necuvenite” din activitățile lor. 
Ca pedeapsă, decretul prevedea între doi și cinci ani de expulzare în locuri special desemnate (de regulă, în sate îndepărtate, cu condiții climatice și de viață dificile). Expulzarea pentru parazitism a fost impusă nu numai prin verdicte ale instanțelor raionale (orășenești), ci și prin verdicte publice pronunțate de colectivele de muncitori din întreprinderi, ateliere, instituții, organizații, colhozuri și brigăzi agricole ale colhozurilor.
În total, conform evidențelor Consiliului pentru Afaceri Religioase din cadrul Cabinetului de Miniștri al URSS, peste 400 de credincioși au fost deportați în zone îndepărtate în perioada 1961-1964. Chiar și angajarea oficială nu a salvat întotdeauna de la expulzare. Decretul din 4 mai 1961 lăsa judecătorului libertatea să interpreteze angajarea oficială ca fiind nesinceră, făcută să creeze aparența muncii conștiincioase.
De exemplu, în orașul Spassk-Dalnîi Primorie, a avut loc procesul prezbiterului comunității baptiste locale, Vasili Lavrinov , veteran al Marelui Război pentru Apărarea Patriei, fost șef al departamentului local de poliție și activist comunist. El a fost acuzat că trăiește din donațiile credincioșilor și ar fi cumpărat o mașină. În timpul anchetei, a rezultat că nu are mașină, ci are o bicicletă cu motor, pe care se deplasează până la întreprinderea în care lucrează ca tinichigiu. Acest lucru nu l-a salvat însă să fie judecat într-un proces public demonstrativ la Palatul Culturii a fabricii de ciment. Mai mult, a fost considerat absent nemotivat de la muncă în timpul petrecut în anchetă. În cele din urmă, a fost condamnat la cinci ani de exil intern.

### Copiii
La Congresul al XXII-lea a fost adoptat Cel de-al Treilea Program al PCUS, care stabilea că până în 1980 comunism va fi construit în URSS. În consecință, s-a presupus că tinerii care din deceniul al șaptelea vor trăi în 1980 într-un mediu în care religia nu-și are locul. Prin urmare, s-a acordat o atenție deosebită educației ateiste a copiilor. În școală, știința și istoria erau predate dintr-un punct de vedere ateist. Ateismul a fost inculcat (în mare parte cu succes) în organizațiile  Pan-unionale ale Pionierilor și Komsomolului.
Educația ateistă a fost mai dificilă în cazul copiilor credincioșilor care primiseră educație religioasă în familie. Această problemă părea că poate fi rezolvată prin provocarea unui conflict între copii și părinți. De exemplu, când, în ianuarie 1961, în Nahodka, o elevă de clasa a VII-a, Liuba Mezențeva, a renunțat la părinții ei penticostali și și-a exprimat dorința să locuiască într-un orfelinat, atunci colegii de clasă, conducerea școlii și conducerea Komsomolului și-au exprimat sprijinul pentru dorința ei.
O altă măsură, și mai radicală, a fost privarea credincioșilor  responsabilitate parentală. Acest lucru a fost valabil mai ales în cazul confesiunilor care au fost clasificate drept „fanatice” (penticostali, adventiști reformați, Martorii lui Iehova). Numai în Ținutul Krasnoiarsk, 25 de copii au fost luați de la părinții credincioși în 1961-1964 . În Leningrad, șase copii au fost luați din familia baptist Miruskov și plasați sub tutela lui Robert Maloziomov, în vârstă de 23 de ani, care se proclamase ateu. În 1962, în orășelul  Zelenodolsk Regiunea Dnipropetrovsk, familia adventistă Zaloznîi a fost privată de drepturile părintești asupra a patru fii (cu vârste cuprinse între 8 și 13 ani) din cauza faptului că băieții nu mergeau la școală sâmbăta.
Activista pentru drepturile omului Lidia Voronina, care a vizitat penticostalii din Nahodka în 1976, a scris mai târziu:
„ Există multe cazuri cunoscute de luare forțată a copiilor de la părinții lor și de plasare a acestora în internate. Copiii familiei Voev (1961, Nahodka) au fugit de mai multe ori de la internat, dar au fost prinși cu câini și trimiși înapoi. Există și un caz în care autoritățile au decis să îndepărteze din familie un copil nenăscut ... ”— Lidia Voronina 
Procedura de îndepărtare a copiilor a avut loc adesea prin influențarea verdictelor instanțelor publice, iar credincioșii înșiși au fost portretizați ca nebuni sau fanatici malefici .

## Reacția credincioșilor

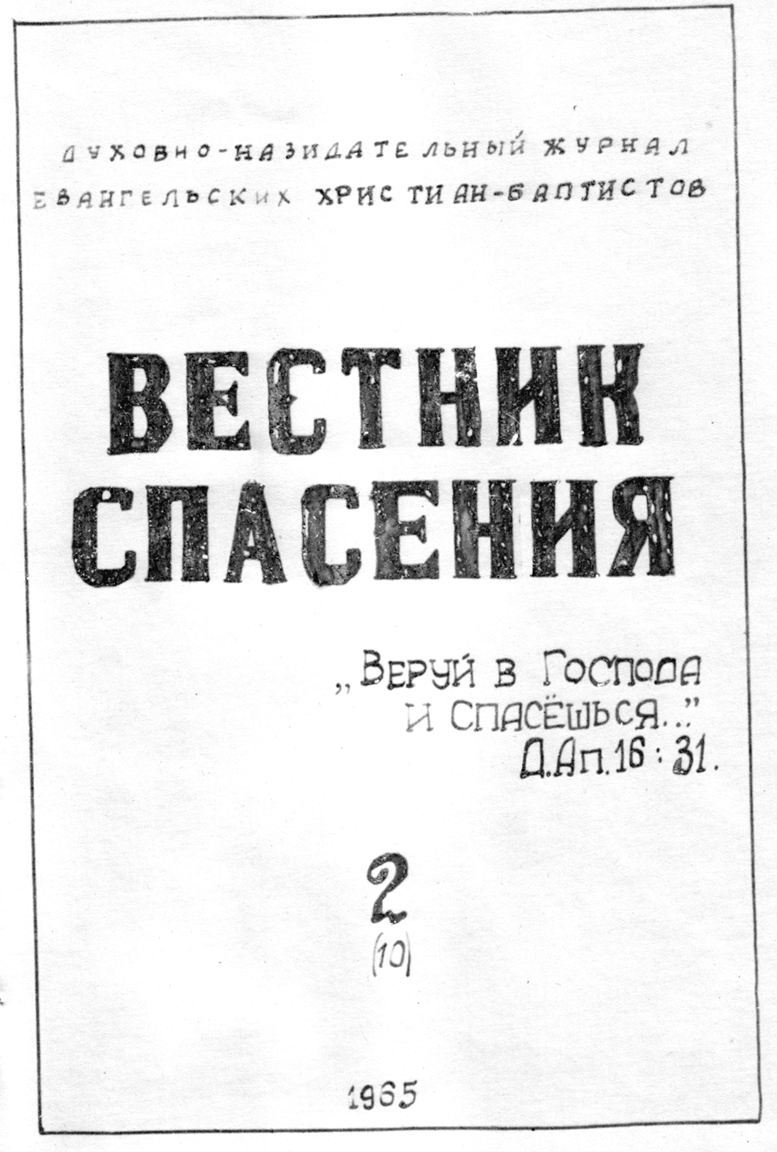
Coperta revistei „Вестник спасения (Vestitorul mântuirii) din 1965, publicată începând din 1963. Primele numere au fost făcute manual și reproduse ilegal cu ajutorul șapirografului. Credincioși au copiat adesea manual numerele revistei. Ulterior, tipografiile ilegale au fost comasate în editura „Creștin”. Revista este publicată până în prezent sub titlul „Vestitorul adevărului”’

Puterea de stat a cerut loialitate politică necondiționată din partea liderilor religioși. Ei, căutând un compromis cu autoritățile, au luat uneori decizii care contravin intereselor confesiunii lor.
Ca reacție la aceasta, a apărut o mișcare de opoziție în rândul protestanților din URSS, ceea ce a dus la schisma VSEB și la formarea unui organism alternativ inter-bisericesc – Consiliul Bisericilor Baptiștilor Creștini Evanghelici. În fruntea acestei mișcări se aflau tineri presbiteri – Gennadii Kriucikov, Vins Petrovici și alții.
După cum a remarcat istoricul Elena Panici, „printre creștinii baptiști evanghelici au existat de fapt două puncte de vedere cu privire la slujirea interzisă. Una dintre ele a fost întruchipată neoficial de Consiliul Unional al Creștinilor Evanghelici-Baptiști și a fost că documentele de interzicere „nu durează la nesfârșit”
Uniunea Internațională a Bisericilor Evanghelice Creștine Baptiste și-a făcut prima apariție în 1961 (la acea vreme, bătrânii din fruntea mișcării se numeau „Grupul de Inițiativă”), iar în 1963 era pe deplin înființată și a produs primul său organ oficial tipărit, revista „Vestitorul mântuirii” (care se tipărește și astăzi sub numele de „Vestitorul adevărului”).
Biserica Baptistă a ignorat legislația sovietică privind religia. A fost înființată editura „Creștinul” și o rețea de tipografii clandestine în diferite părți ale URSS, care a tipărit literatură spirituală mai întâi cu șapirografe primitive („albastre”) și apoi la un nivel poligrafic superior. Biserica Baptistă a înființat „Consiliul rudelor deținuților” – un organism care asigura asistență credincioșilor care au fost întemnițați ca urmare a persecuției și familiilor acestora. Practic, toate bisericile afiliate la Uniunea Baptistă erau neînregistrate (mai târziu, obținerea înregistrării de stat a devenit o cerință de principiu pentru biserici). Slujbele divine se țineau în apartamente, în clădiri private și, uneori, într-un într-o poiană din pădure. În 1966, Uniunea Baptistă a organizat un protest a peste 500 de creștini evanghelici-baptiști în fața Comitetului Central al PCUS la Moscova.
Mișcări similare, deși mai puțin răspândite, au apărut și în alte confesiuni. Penticostalii au dezvoltat o frăție de congregații neînregistrate, numită acum „Biserica Unită a Creștinilor de Credință Evanghelică”. Penticostalii au dezvoltat, de asemenea, o mișcare de a „emigraților”, care a luptat deschis pentru dreptul de a emigrare din URSS pe motive religioase. Adventiștii de ziua a șaptea au avut, de asemenea, propria lor mișcare „de neînregistrați”. Pentru creștinii ortodocși, „congregațiile catacombelor”, care existau încă din anii 1920, au fost completate cu preoți care fuseseră privați de înregistrare și de posibilitatea de a sluji legal în timpul lui Hrușciov.

## Reacția publicului
Campania masivă anti-religioasă a lăsat o amprentă profundă asupra conștiinței publice . Propagandiștii, care au căutat nu doar să demonstreze falsitatea convingerilor credincioșilor, ci și să justifice ideologic metodele violente de combatere a religiei în ochii societății, au reușit parțial acest lucru. Filme antireligioase sovietice („Nori peste Borsk”, „Miraculous”, „Armagedon”, „Păcătosul”, „Sfârșitul lumii”, „Floarea pe piatră”) combinate cu alte mijloace de propagandă au provocat atitudini negative față de credincioși chiar și pe plan intern.
Conform memoriilor Anatoli Emmanuilovici Krasnov-Levitin: „Eram în același timp izolați de toți ceilalți. Biserica din Rusia părea condamnată. Patriarhia <...> a zădărnicit încercările de a organiza orice rezistență sau de a face publice aceste violențe flagrante. <...> În același timp, Biserica a fost, de asemenea, complet izolată de opoziția în formare. Tinerii rebeli, care în acel timp au organizat demonstrații, mitinguri și lecturi de poezie în Piața Maiakovski, pur și simplu nu au observat Biserica, iar Biserica nu a avut absolut nici o legătură cu ea.”.
De exemplu, Varvara Goretaia (soția presbiterului penticostal din Nahodka, N. P. Goretoi) a rămas singură cu șase copii după ce soțul ei a fost trimis într-un lagăr de muncă și nu și-a găsit de lucru mult timp. Apoi a reușit totuși să găsească un loc de muncă ca asistentă într-un spital de copii. După un timp, șeful spitalului i-a spus: „Mi-ar plăcea să te transfer la bucătărie, chiar au nevoie de oameni atât de cinstiți și pricepuți acolo, dar nu pot, pentru că ești baptistă (baptiștii erau adesea numiți toți „sectanți”, fie că erau adventiști sau penticostali), iar oamenii știu că poți otrăvi laptele”. Acest lucru i s-a spus unei mame cu mulți copii, care își crescuse copiii în condiții foarte dificile.
Totuși, uneori propaganda antireligioasă a avut efectul opus, trezind interesul oamenilor față de credincioși. N. P. Goretoi și-a amintit: „Organele KGB-ului ne-au acoperit în ziarele «Nahodkinskii rabocii», «Pravda Dalinego Vostoka» regională pe noi, penticostalii din Orientul Îndepărtat, cu cantități mari de cea mai împuțită mizerie. Dar „nu există rău fără bine”, așa spune un vechi proverb rusesc. Puțini oameni știau despre întâlnirile noastre de rugăciune din Nahodka, în satul numit Amerikanka. Și cum adresa casei noastre de rugăciune apărea în ziare, mulți s-au interesat ce fel de oameni suntem.”

## Rezultate
După cum a remarcat Mihail Șkarovski: „Persecuția flagrantă a Bisericii nu a adus rezultatele dorite. Campania «hrușciovistă» a eșuat în mod clar. În schimb i-a plasat pe credincioși împotriva sistemului sovietic în loc să convertească oamenii în atei; a împins viața religioasă în subteran, ceea ce era mai periculos pentru regim decât religiozitatea deschisă; a atras simpatia multor necredincioși indiferenți pentru suferințele credincioșilor și a trezit interesul comunității mondiale pentru situația Bisericii din Uniunea Sovietică”.
Stabilitatea relației postbelice dintre stat și credincioși a fost perturbată: statul s-a ales cu organizații ilegale extrem de nedorite precum Uniunea Internațională a Bisericilor Creștine Evanghelice Baptiste și omologii acesteia din alte confesiuni, formate din oameni profund convinși de dreptatea lor, cu spirit de sacrificiu și disciplinați. 
Până la  destrămarea URSS-ului, statul nu a putut face față acestor organizații. Persecuția protestanților sovietici în perioada de „stagnare”, deși mai puțin intensă, a continuat. Mai degrabă, campania anti-religioasă nu a dus la o reducere semnificativă a numărului de credincioși. De fapt, în unele localități, în perioada Hrușciov, numărul botezurilor chiar a crescut. De exemplu, în Regiunea Tambov, în 1957, 32,9% dintre copiii născuți au fost botezați, în timp ce în 1964, 53,6% dintre copiii născuți au fost botezați.
Campania antireligioasă a arătat că este extrem de dificil să distrugi religia, iar de acum înainte statul sovietic a fost obligat să se comporte mai prudent.

## Comentarii
1. ↑  Численность зарегистрированного духовенства на 1 января 1957 года превышала 12 тыс. человек.
2. ↑  De exemplu, „De ce ne-am despărțit de religie: O colecție”. M.: Политиздат, 1958. 212 pp..; Почему мы порвали с религией: Сборник / Сост. В. И. Голубович. M.: Госполитиздат, 1959; Почему мы порвали с религией: Сборник / Сост. Е. И. Колмогоров. M., 1960. — 112 с.; Мы порвали с религией (рассказы бывших верующих) / Сост. Мезенцев В. А. Изд. 2, испр. и доп. — M.: Воениздат, 1963. — 512 с.
3. ↑  Această formulare este folosită în mesajul Consiliul Unional al Creștinilor Evanghelici-Baptiști din 29 ianuarie 1961, care a avut ca scop calmarea furtunii de indignare față de noile statute ale Uniunii Baptiste și de Scrisoarea de instrucțiune din 1960, precum și pentru condamnarea activităților „grupului de inițiativă”. Acesta a subliniat, în special: „Iubiți frați și surori! Statutele Uniunii Baptiste, scrisorile de instrucțiune și altele asemenea nu sunt eterne: ele se pot schimba în funcție condiții și în timp. „...inima înțeleptului cunoaște și vremea, și judecata.” (Eclesiastul 8:5) prin urmare, dacă bisericile locale reușesc să le încalce în practica vieții de zi cu zi fără prea multă pagubă asupra lor, atunci această stare poate fi considerată normală. Al doilea punct de vedere, nu imediat, ci treptat, s-a format în rândul mișcării de opoziție și a fost predicat activ de susținătorii Consiliului Bisericilor. A constat în faptul că a fost necesară organizarea unei mișcări de masă a credincioșilor cu cereri de modificare a legislației sovietice. Dar pentru aceasta, după părerea lor, a fost necesară mai întâi eradicarea oportunismului miniștrilor Consiliul Unional al Creștinilor Evanghelici-Baptiști, care a permis acestei instituții să existe în condițiile unui stat totalitar și pe care Consiliul Bisericilor o considera o apostazie păcătoasă față de adevărul lui Dumnezeu. Cel de-al doilea punct de vedere nu a apărut imediat, ci treptat, în rândul mișcării de opoziție și a fost predicat în mod activ de susținătorii Consiliului Bisericilor. Aceasta a constat în faptul că era necesar să se organizeze o mișcare de masă a credincioșilor cu cereri de schimbare a legislației sovietice. Totuși, pentru a realiza acest lucru, au susținut ei, a fost mai întâi necesar să se eradicheze oportunismul slujitorilor Consiliului Unional a Creștinilor Evanghelici-Baptiști, care a permis ca această instituție să existe în condițiile unui stat totalitar și pe care Consiliul Bisericilor l-a considerat o abatere păcătoasă de la adevărul lui Dumnezeu.”